# Armageddon (2000)
Armageddon (2000) foi um evento pay-per-view promovido pela World Wrestling Federation, ocorreu no dia 10 de dezembro de 2000 no Birmingham-Jefferson Civic Center em Birmingham, Alabama. Esta foi a segunda edição da cronologia do Armageddon.

## Resultados
| #                              | Lutas | Estipulação                                          | Tempo |
| ------------------------------ | --- | ---------------------------------------------------- | ----- |
| Sunday Night Heat              | Scotty 2 Hotty derrotou D'Lo Brown. | Singles match                                        | N/A   |
| 1                              | The Radicalz (Dean Malenko, Perry Saturn e Eddie Guerrero) derrotaram The Hardy Boyz (Matt e Jeff) e Lita. - Jeff pinou Guerrero (02:57) - Saturn pinou Jeff (03:41) - Matt pinou Saturn (05:08) - Malenko pinou Matt (05:34) - Malenko venceu Lita por submissão (08:06) | Elimination match                                    | 08:06 |
| 2                              | William Regal (c) derrotou Hardcore Holly. | Singles match pelo WWF European Championship         | 04:59 |
| 3                              | Val Venis (com Ivory) derrotou Chyna. | Singles match                                        | 05:02 |
| 4                              | Chris Jericho derrotou Kane. | Last Man Standing match                              | 17:16 |
| 5                              | Edge e Christian derrotaram The Dudley Boyz (Bubba Ray e D-Von), Right To Censor (Bull Buchanan e The Goodfather) (c) e Road Dogg & K-Kwik | Fatal Four-Way match pelo WWF Tag Team Championship  | 09:42 |
| 6                              | Chris Benoit derrotou Billy Gunn (c). | Singles match pelo WWF Intercontinental Championship | 10:03 |
| 7                              | Ivory (c) derrotou Trish Stratus e Molly Holly. | Triangle match pelo WWF Women’s Championship         | 02:12 |
| 8                              | Kurt Angle (c) derrotou Steve Austin, Triple H, The Undertaker, Rikishi e The Rock | Hell in a Cell match pelo WWF Championship           | 32:14 |
| (c) - Campeões antes das lutas | |                                                      |       |